# 约翰·克里斯托夫·戈茨切德
约翰·克里斯托夫·戈茨切德（德語：Johann Christoph Gottsched，1700年2月2日—1766年12月12日），德国哲学家、作家、文学评论家。他受到尼古拉·布瓦洛的影响，将18世纪法国的古典品味标准引入德国文学和戏剧界。